# Iglesia de San Andrés (Valdebárzana)
La iglesia de San Andrés está situada en Valdebárzana, en el concejo asturiano de Villaviciosa.
La iglesia fue fundada en 1189 según la inscripción en el muro sur.

## Arquitectura
La iglesia presenta una nave rectangular rematada con una cabecera cuadrada de menor tamaño que la nave.
En el exterior se conservan numerosos elementos de la fundación del templo. El elemento mejor conservado es la puerta principal de la iglesia conserva casi en su totalidad la ornamentación de la portada.
En el muro sur se sitúa la otra entrada del templo, mucho más austera en lo que a decoración se refiere que la principal. En el muro se pueden ver las diferentes elementos decorativos incluidos en el mismo.
La iglesia conserva varias ventanas románicas de gran calidad artística.

## Interior
El interior mantiene la distribución inicial con ligeros cambios que no nos impiden poder observar su distribución inicial, así la nave tiene un tejado de doble vertiente, con cubierta de madera que debía albergar el edificio primitivo y el pavimento actual cubre con tablones de madera el solado antiguo, muy posiblemente fabricado con losas de piedra.
En la cabecera encontramos la zona más ornamentada del recinto acorde con su importancia religiosa. Así está formada por sillares, bóveda de cañón y diferentes relieves decorativos que realzan el conjunto.

## Documentos históricos
Durante sus años de existencia la iglesia ha aparecido en diferentes documentos:
- En 1231 aparece en documento de donación al monasterio de San Pelayo de Oviedo[2]
- En 1348 aparece en un documento de renuncia de compra por parte del caballero Diego Alfonso del Busto
- En 1385 el obispo de Oviedo Gutierre de Toledo lo incluye dentro de la nómina parroquial indicándolo como iglesia de Santianes de Valdevárzena como feligresía del arciprestazgo de Villaviciosa

La iglesia de Valdebárcena fue declarada Monumento Nacional en 1965.

## Galería

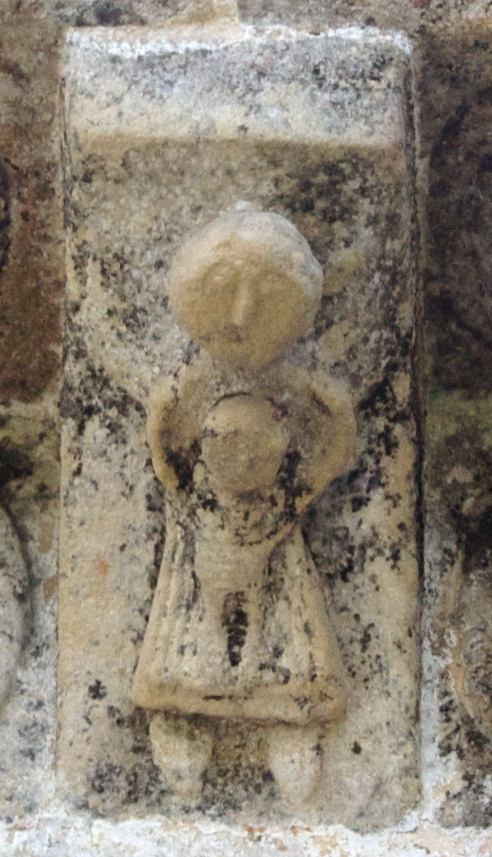
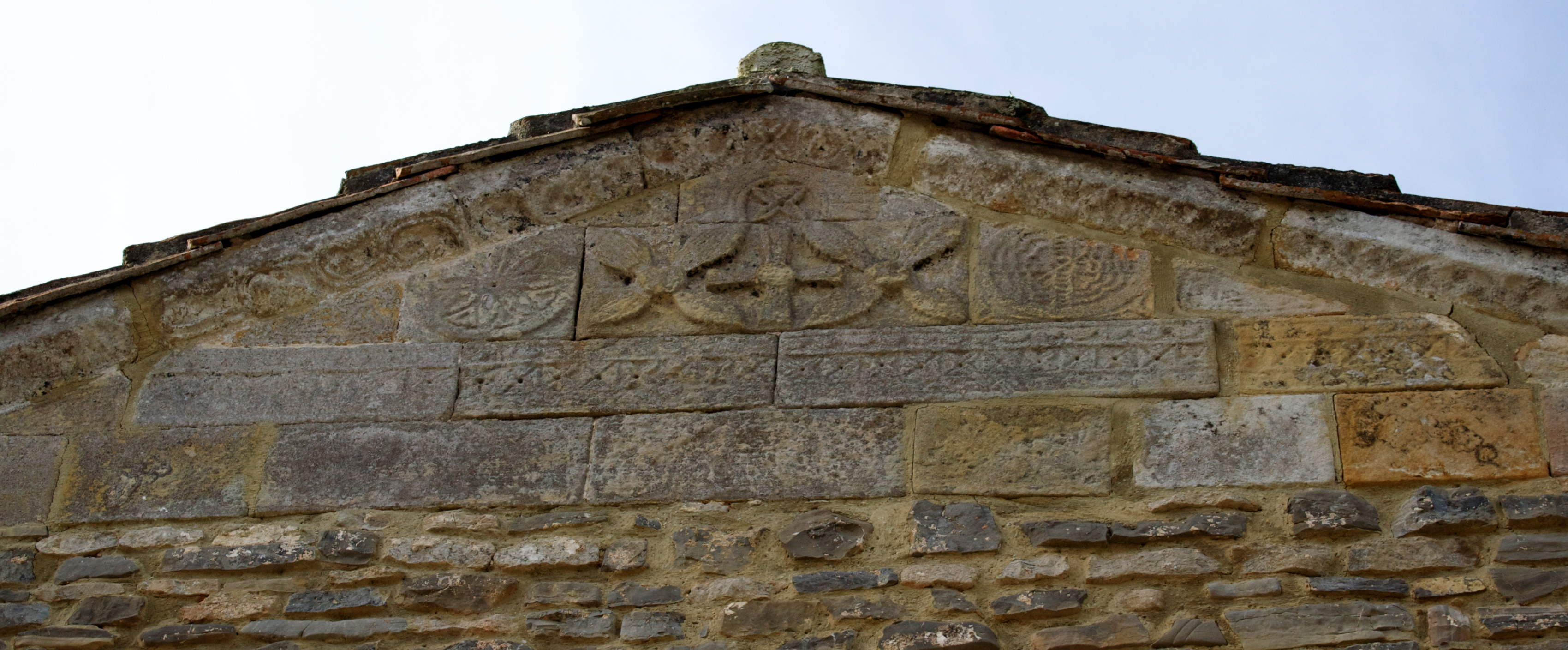
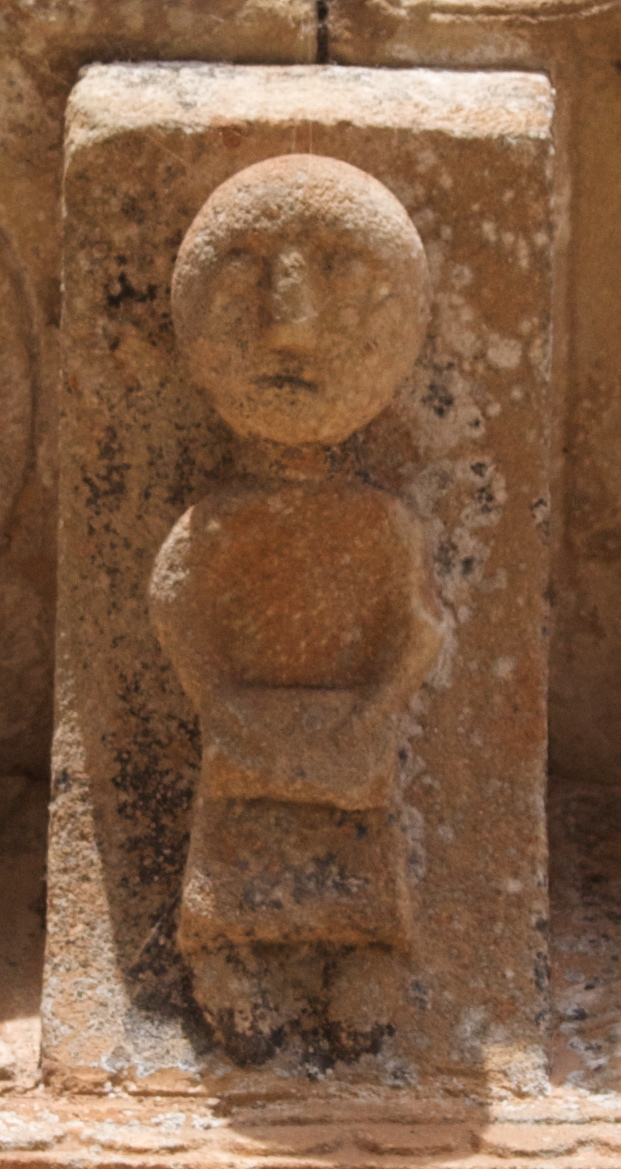
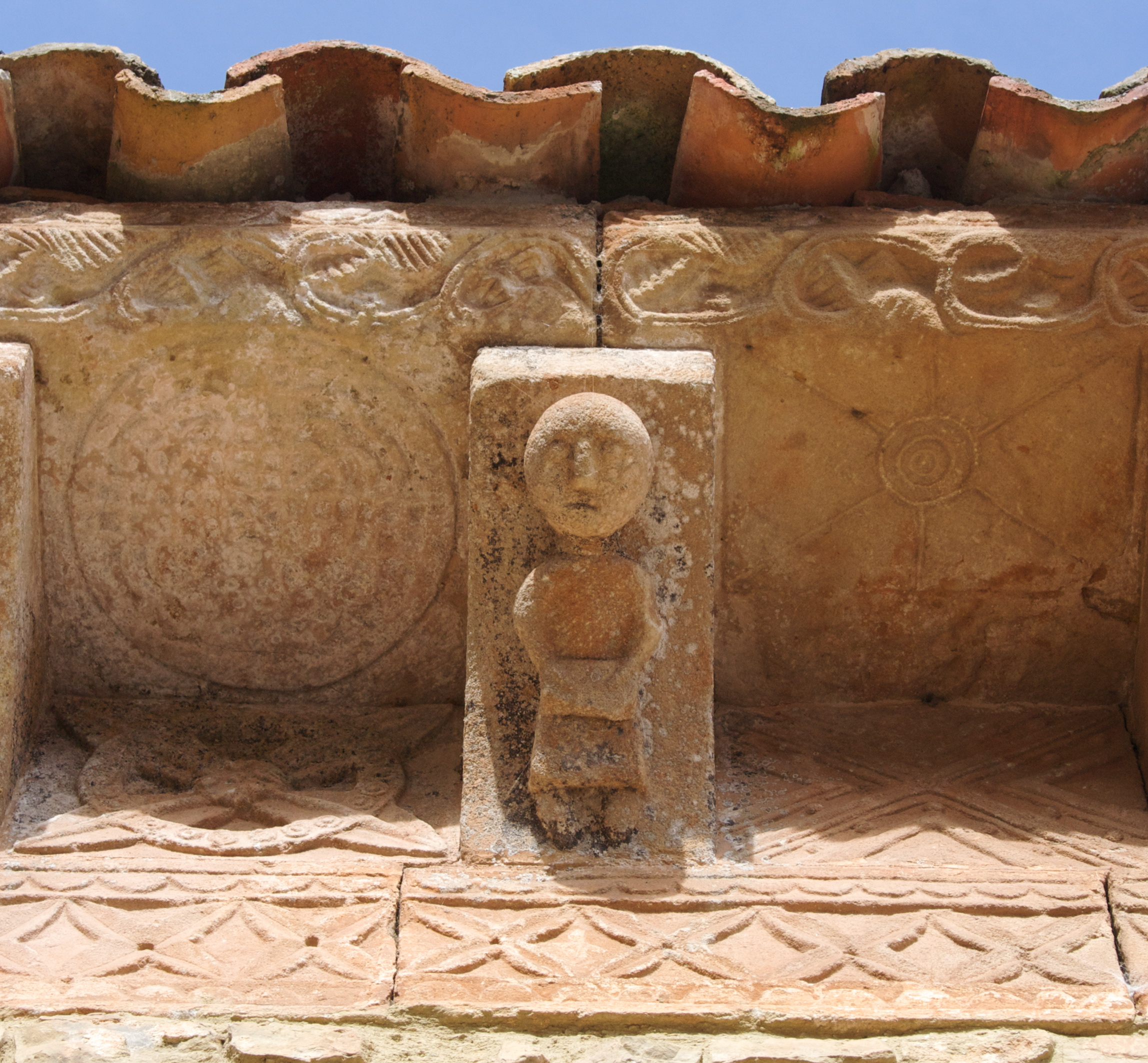
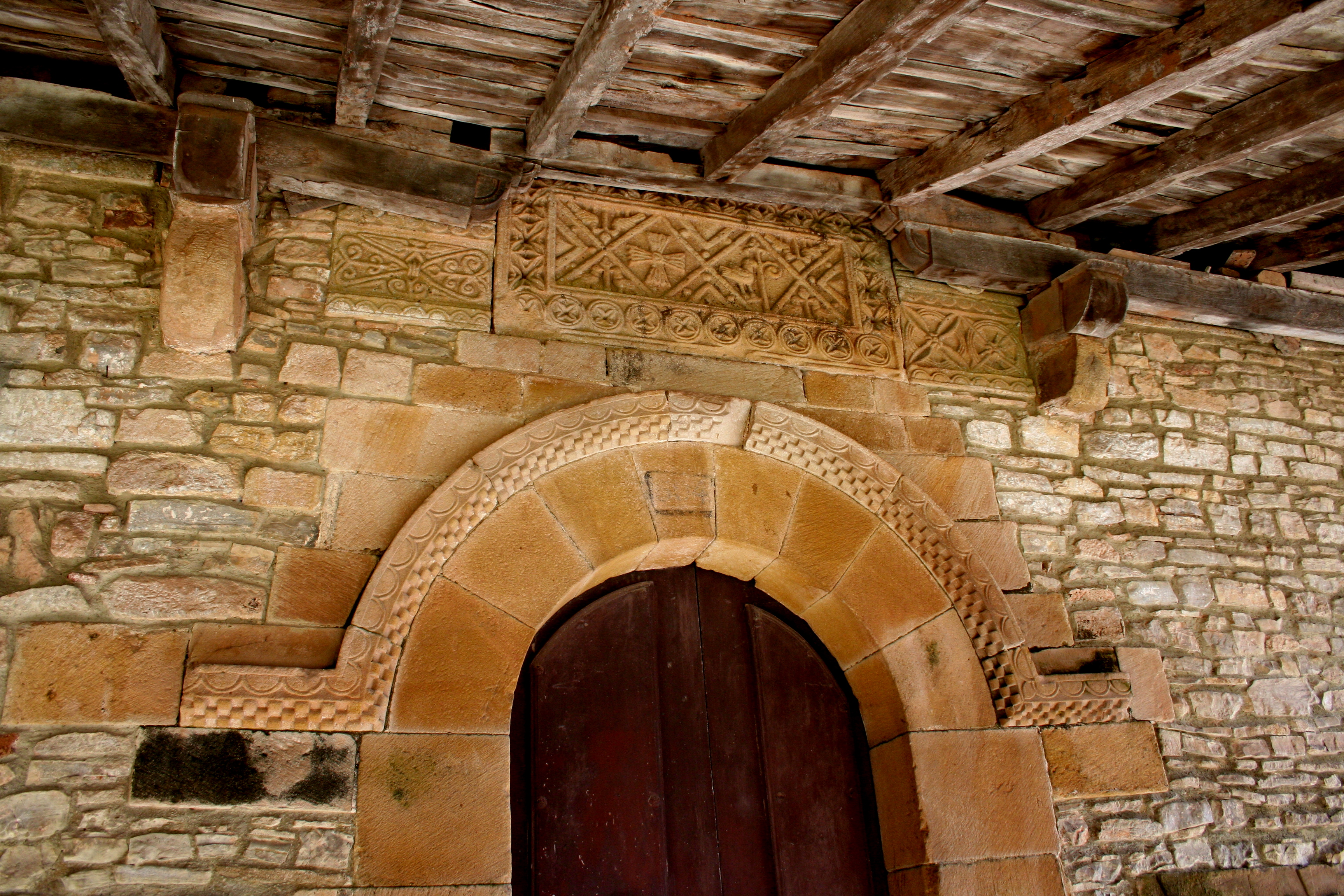
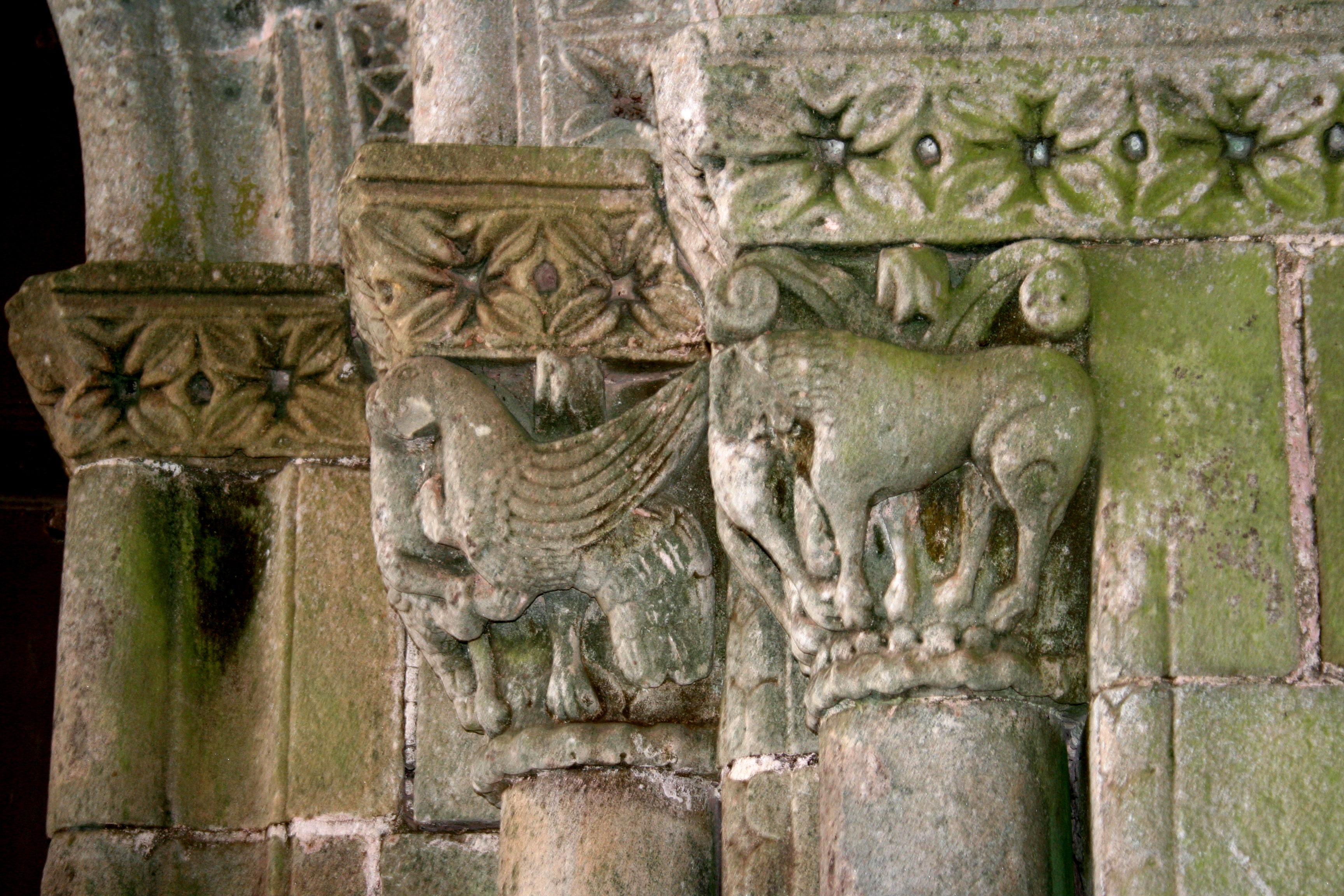
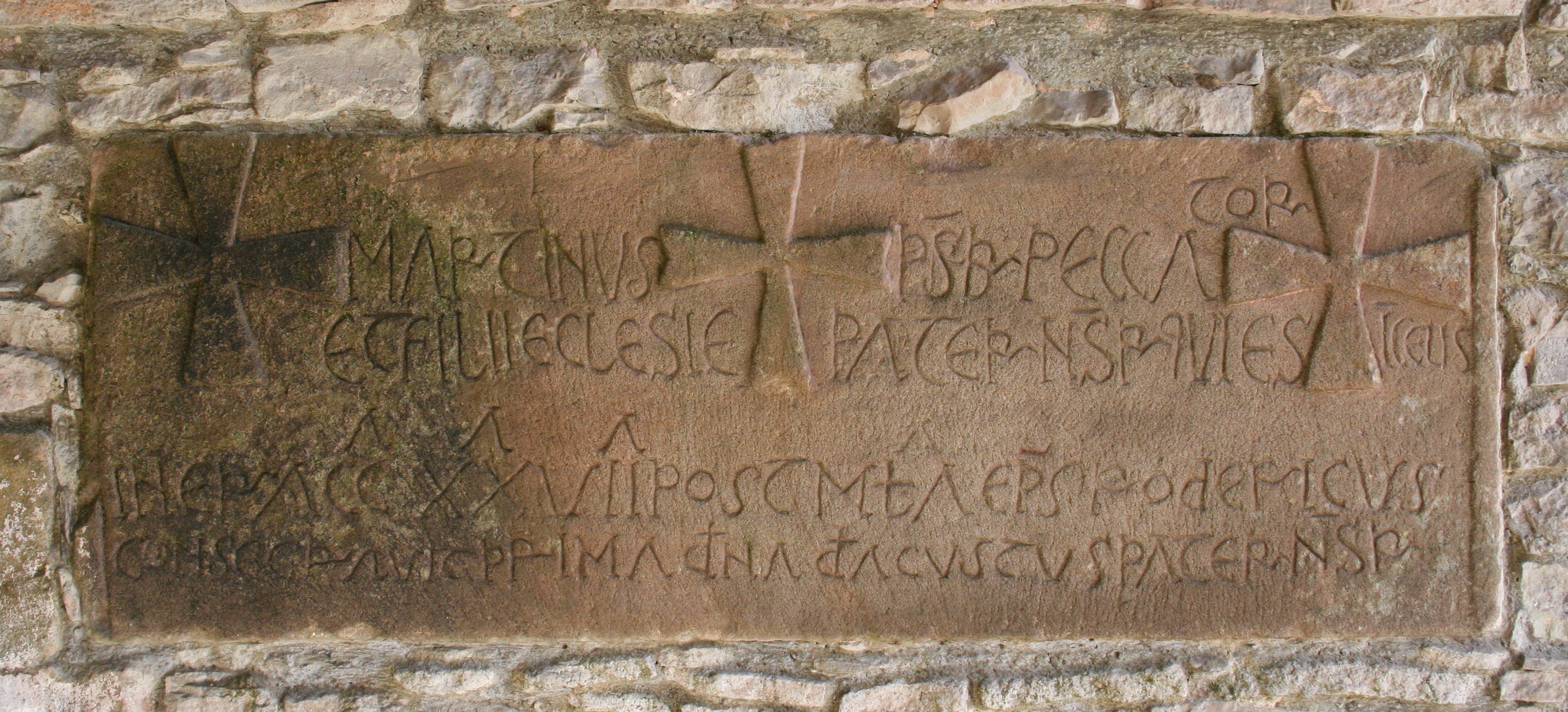
Lápida fundacional